# 曼弗雷德·哈克
曼弗雷德·哈克（德語：Manfred Haake，1943年11月9日—），德国男子赛艇运动员。他曾代表东德参加世界赛艇锦标赛，获得一枚铜牌。他也曾参加1968年夏季奥林匹克运动会。